# Campeonato Mundial de Halterofilismo de 2021 - Até 59 kg feminino
A categoria até 59 kg feminino foi um evento do Campeonato Mundial de Halterofilismo de 2021, disputado em Tasquente, no Uzbequistão, no dia 11 de dezembro de 2021. 

## Calendário
Horário local (UTC+5)
| Dia            | Horário | Fase    |
| -------------- | ------- | ------- |
| 11 de dezembro | 10:30   | Grupo C |
| 11 de dezembro | 16:00   | Grupo B |
| 11 de dezembro | 19:00   | Grupo A |

## Medalhistas
| Evento    | Ouro                 | Ouro   | Prata                | Prata  | Bronze               | Bronze |
| --------- | -------------------- | ------ | -------------------- | ------ | -------------------- | ------ |
| Arranque  | Mariia Hanhur (UKR)  | 101 kg | Kuo Hsing-chun (TPE) | 100 kg | Olga Te (FRH)        | 100 kg |
| Arremesso | Kuo Hsing-chun (TPE) | 130 kg | Yenny Álvarez (COL)  | 127 kg | Rosivé Silgado (COL) | 120 kg |
| Total     | Kuo Hsing-chun (TPE) | 230 kg | Yenny Álvarez (COL)  | 226 kg | Olga Te (FRH)        | 218 kg |

## Recordes
Antes desta competição, o recorde mundial da prova era o seguinte:
| Recorde         | Tipo      | Atleta               | Peso   | Local     | Data                   |
| Recorde Mundial | Arranque  | Kuo Hsing-chun (TPE) | 110 kg | Tasquente | 19 de abril de 2021    |
| Recorde Mundial | Arremesso | Kuo Hsing-chun (TPE) | 140 kg | Pattaya   | 21 de setembro de 2019 |
| Recorde Mundial | Total     | Kuo Hsing-chun (TPE) | 247 kg | Tasquente | 19 de abril de 2021    |

## Resultado
Os resultados foram os seguintes. 
| Pos.              | Atleta                        | Grupo | Arranque (kg) | Arranque (kg) | Arranque (kg) | Arranque (kg)     | Arremesso (kg) | Arremesso (kg) | Arremesso (kg) | Arremesso (kg)    | Total |
| Pos.              | Atleta                        | Grupo | 1             | 2             | 3             | Resultado         | 1              | 2              | 3              | Resultado         | Total |
| ----------------- | ----------------------------- | ----- | ------------- | ------------- | ------------- | ----------------- | -------------- | -------------- | -------------- | ----------------- | ----- |
| Medalha de ouro   | Kuo Hsing-chun (TPE)          | A     | 97            | 100           | 102           | Medalha de prata  | 125            | 128            | 130            | Medalha de ouro   | 230   |
| Medalha de prata  | Yenny Álvarez (COL)           | A     | 95            | 99            | 101           | 4                 | 123            | 123            | 127            | Medalha de prata  | 226   |
| Medalha de bronze | Olga Te (FRH)                 | A     | 95            | 98            | 100           | Medalha de bronze | 113            | 118            | 120            | 4                 | 218   |
| 4                 | Mariia Hanhur (UKR)           | A     | 96            | 99            | 101           | Medalha de ouro   | 114            | 118            | 119            | 8                 | 215   |
| 5                 | Elreen Ando (PHI)             | A     | 93            | 96            | 98            | 5                 | 116            | 116            | 116            | 6                 | 214   |
| 6                 | Rafiatu Folashade Lawal (NGR) | B     | 89            | 92            | 92            | 6                 | 108            | 112            | 115            | 7                 | 207   |
| 7                 | Ine Andersson (NOR)           | A     | 87            | 89            | 90            | 10                | 113            | 116            | 120            | 5                 | 206   |
| 8                 | Alexandra Escobar (ECU)       | A     | 85            | 90            | 92            | 9                 | 112            | 116            | 116            | 9                 | 202   |
| 9                 | Aleksandra Kozlova (FRH)      | A     | 90            | 93            | 93            | 8                 | 110            | 114            | 114            | 12                | 200   |
| 10                | Gilyeliz Guzmán (PUR)         | C     | 86            | 89            | 91            | 11                | 110            | 115            | 115            | 10                | 199   |
| 11                | Saara Retulainen (FIN)        | B     | 87            | 87            | 87            | 14                | 108            | 113            | 113            | 13                | 195   |
| 12                | Jessica Gordon-Brown (GBR)    | B     | 85            | 85            | 85            | 16                | 104            | 107            | 110            | 11                | 195   |
| 13                | Irene Martínez (ESP)          | B     | 90            | 92            | 93            | 7                 | 101            | 104            | 106            | 20                | 194   |
| 14                | Cansel Özkan (TUR)            | B     | 88            | 88            | 90            | 12                | 104            | 106            | 108            | 16                | 194   |
| 15                | Sarah (INA)                   | B     | 85            | 88            | 88            | 13                | 104            | 107            | 107            | 19                | 192   |
| 16                | Sophia Georgopoulou (GRE)     | B     | 86            | 86            | 89            | 15                | 102            | 106            | 109            | 15                | 192   |
| 17                | Popy Hazarika (IND)           | B     | 84            | 88            | 88            | 17                | 105            | 105            | 109            | 18                | 189   |
| 18                | Nelly (INA)                   | B     | 83            | 83            | 86            | 18                | 105            | 110            | 110            | 17                | 188   |
| 19                | Marianne Saarhelo (FIN)       | B     | 79            | 79            | 82            | 20                | 103            | 107            | 111            | 14                | 186   |
| 20                | Enkhbaataryn Enkhtamir (MGL)  | C     | 78            | 82            | 85            | 19                | 96             | 100            | 100            | 22                | 178   |
| 21                | Nadeeshani Rajapaksa (SRI)    | C     | 70            | 72            | 74            | 21                | 90             | 90             | 95             | 23                | 164   |
| 22                | Ivana Gorišek (CRO)           | C     | 70            | 73            | 76            | 22                | 85             | 89             | 92             | 24                | 162   |
| 23                | Winny Langat (KEN)            | C     | 60            | 65            | 67            | 24                | 80             | 85             | 87             | 25                | 154   |
| —                 | Rosivé Silgado (COL)          | A     | 94            | 94            | 94            | —                 | 118            | 119            | 120            | Medalha de bronze | —     |
| —                 | Polina Guryeva (TKM)          | A     | 88            | 88            | 88            | —                 | —              | —              | —              | —                 | —     |
| —                 | Sanne Bijleveld (NED)         | B     | 83            | 83            | 83            | —                 | 103            | 106            | 106            | 21                | —     |
| —                 | Mohideen Umeira (SRI)         | C     | 67            | 67            | 70            | 23                | 88             | 88             | 88             | —                 | —     |